# Caspar Phillipson
Caspar Phillipson (Copenhague, 13 de janeiro de 1971) é um ator e cantor dinamarquês que atua no cinema, no teatro e como dublador, predominantemente em produções escandinavas. Phillipson é mais conhecido no mundo de língua inglesa por sua interpretação de John F. Kennedy no filme Jackie de 2016. Embora Phillipson apareça em Jackie por apenas dez minutos, sua semelhança com Kennedy foi considerada extraordinariamente impressionante. Phillipson posteriormente interpretou Kennedy em outros projetos, incluindo a série de TV Project Blue Book e os filmes Blonde (2022), Hammarskjöld (2023) e Maria (2024).

## Biografia
Seu pai, Robert Phillipson, era professor associado de inglês na Universidade de Roskilde e sua madrasta, a finlandesa Tove Skutnabb-Kangas, era linguista. Por causa do pai escocês de Caspar, ele cresceu bilíngue. Sua mãe biológica é a dinamarquesa Helle-Vibeke Brinch.

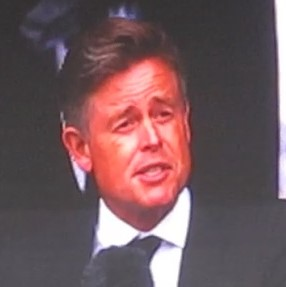
Phillipson como John F. Kennedy no Rebild Festival 2022, proferindo o discurso de 1962 "Nós escolhemos ir para a Lua" na Universidade Rice

Phillipson trabalha como ator de teatro, ator de cinema e dublador. Como dublador, Phillipson dublou papéis de filmes em inglês para o dinamarquês, incluindo a dublagem de Johnny Depp como Willy Wonka em Charlie and the Chocolate Factory (2005). Phillipson apareceu em produções escandinavas para o cinema, incluindo as séries de televisão Bron/Broen e Borgen.
Phillipson interpretou John F. Kennedy em Jackie (2016), seu primeiro papel em um filme em inglês. Ele fez o primeiro teste para o papel por vídeo de Istambul enquanto aparecia em uma produção teatral de Hamlet. Para fazer o teste pessoalmente para Jackie em Paris, Phillipson alegou licença médica de uma produção teatral dinamarquesa chamada Don't Touch Nefertiti, perdendo cinco apresentações esgotadas em um papel que havia sido escrito especialmente para ele. A companhia de teatro dinamarquesa levou Phillipson ao tribunal e, em janeiro de 2017, a companhia recebeu kr. 116.000 pelo inconveniente que ele causou ao teatro.
Embora Phillipson tenha aparecido por menos de dez minutos em Jackie, a imprensa notou sua grande semelhança com Kennedy. O Washington Post comentou sobre a semelhança depois que as fotos do set do filme foram divulgadas: "Aquela cabeleira, aqueles dentes brancos, as linhas de sorriso ao redor dos olhos — tudo muito Kennedyesco. Ele pode não ser familiar para o público dos EUA, mas é muito mais visualmente semelhante ao ex-presidente do que outros atores que interpretaram JFK na memória recente, incluindo James Marsden em The Butler (2013), Greg Kinnear na minissérie de TV de 2011 The Kennedys e Rob Lowe em Killing Kennedy de 2013. "Antes de fazer o teste para o papel, Phillipson disse que sua semelhança com Kennedy só foi notada quando ele passou um tempo nos Estados Unidos: "Fiz um workshop anos atrás com Frank Corsaro, esse icônico professor americano — ele era o líder do Actors Studio — e de repente, no meio de uma cena diferente, ele disse com uma voz rouca: 'Você tem que fazer Kennedy um dia. Você simplesmente tem que fazer.'" Seguindo o conselho de Corsaro, Phillipson praticou discursos de Kennedy e seu irmão Robert F. Kennedy, com quem ele acreditava que se parecia mais.
A diretora de elenco de Jackie, Mathilde Snodgrass, disse: "Houve um ator em Los Angeles que fez JFK por 10 ou 15 anos. Ele estava em tudo. Mas ele estava ficando muito velho agora. Pensei, se Caspar pudesse vir conosco, então ele poderia ser o próximo. Ele poderia ser o cara". Após o lançamento do filme, Phillipson apareceu em performances ao vivo como Kennedy ao lado de Anders Agner Pedersen, um biógrafo dinamarquês de Kennedy; Pedersen forneceu contexto histórico para um discurso de Kennedy antes de Phillipson proferi-lo. O ator fez discursos notáveis de Kennedy, como seu discurso inaugural, seu discurso na American University de 1963 e seu discurso em Berlim Ocidental de 1963. Phillipson reprisou o papel de Kennedy novamente em um curta-metragem, realizando um discurso "perdido" escrito para o presidente proferir em 22 de novembro de 1963, data de seu assassinato. O discurso de Phillipson foi filmado no Festival de Cinema COLCOA de 2017 e lançado como The Speech JFK Never Gave. Ele também interpretou Kennedy nos filmes Blonde (2022), Hammarskjöld (2023) e Maria (2024).

## Filmografia

### Cinema
| Ano  | Título | Papel                        | Notas                                                                        |
| ---- | --- | ---------------------------- | ---------------------------------------------------------------------------- |
| 2008 | Alliancen | —                            | Curta-metragem                                                               |
| 2008 | Flame & Citron                                                                                                   | Soldado Schalburg com óculos |                                                                              |
| 2008 | Elsker ikke | Mand                         | Curta-metragem                                                               |
| 2008 | En sikker vinder                                                                                                 | Treinador                    | Curta-metragem                                                               |
| 2009 | The Escape | Policial                     |                                                                              |
| 2010 | Den milde smerte                                                                                                 | Thorkild Hansen              |                                                                              |
| 2011 | Det sorte får | Magnus                       | Curta-metragem                                                               |
| 2011 | M for Markus | Janus                        | Curta-metragem                                                               |
| 2012 | Min søsters børn alene hjemme (My Sister's Kids Home Alone)                                                      | Janus                        |                                                                              |
| 2013 | Antboy | Senhor Sommersted            |                                                                              |
| 2014 | Itsi Bitsi | Halfdan Rasmussen            |                                                                              |
| 2015 | Sommeren '92 | Morten Stig Christensen      |                                                                              |
| 2015 | Emma & Julemanden: Jagten på elverdronningens hjerte (Emma and Santa Claus: The Quest for the Elf Queen's Heart) | Jesper                       |                                                                              |
| 2015 | Villads fra Valby                                                                                                | Pai de Frida                 |                                                                              |
| 2016 | Kærlighed og andre katastrofer (Love and Other Catastrophes)                                                     | Caçador de eventos           |                                                                              |
| 2016 | Jackie | John F. Kennedy              |                                                                              |
| 2016 | Sporskifte | Cobrador de ingressos        | Curta-metragem                                                               |
| 2017 | The Speech JFK Never Gave                                                                                        | John F. Kennedy              | Curta-metragem                                                               |
| 2017 | Så længe jeg lever                                                                                               | Jørn Hjorting                |                                                                              |
| 2018 | Mission: Impossible – Fallout                                                                                    | Negociante de plutônio       |                                                                              |
| 2020 | Odd Man Rush | Treinador Tomas              |                                                                              |
| 2021 | Marco-effekten                                                                                                   | Rene Eriksen                 |                                                                              |
| 2021 | Skyggen i mit øje                                                                                                | Bateson                      |                                                                              |
| 2021 | The Match | Coronel Franz                |                                                                              |
| 2021 | A Taste of Hunger                                                                                                | Chefe de mesa                |                                                                              |
| 2022 | Blonde | John F. Kennedy              |                                                                              |
| 2022 | The Conversation                                                                                                 | Josep Tito                   | Indicado – Idyllwild International Festival of Cinema de Melhor Ator em 2025 |
| 2023 | Hammarskjöld | John F. Kennedy              |                                                                              |
| 2024 | Maria | John F. Kennedy              |                                                                              |

### Televisão
| Ano       | Título                      | Papel              | Notas        |                                                                    |
| --------- | --------------------------- | ------------------ | ------------ | ------------------------------------------------------------------ |
| 1995      | Hjem til fem                | Søren              | 2 episódios  |                                                                    |
| 2002      | Arsenik og gamle kniplinger | Mortimer Brewster  | Telefilme    |                                                                    |
| 2006–2007 | Barda – Et rollespil        | —                  | 3 episódios  |                                                                    |
| 2009      | 2900 Happiness              | Arthur             | 1 episódio   |                                                                    |
| 2010      | The Protectors              | Krasser            | 2 episódios  |                                                                    |
| 2010      | Borgen                      | Lars Bang          | 1 episódio   |                                                                    |
| 2011      | Lapland                     | Teppo              | Telefilme    |                                                                    |
| 2013      | Bron/Broen                  | Médico dinamarquês | 1 episódio   |                                                                    |
| 2014      | Dicte                       | Johan Poulsen      | 3 episódios  |                                                                    |
| 2020      | Project Blue Book           | John F. Kennedy    | 3 episódios  |                                                                    |
| 2022      | Orkestret                   | Simon Elliott      | 20 episódios | Indicado – Robert prisen de Melhor Ator Coadjuvante em 2023 e 2025 |